# La Naissance d'Osiris
La Naissance d'Osiris, ou la Fête Pamilie è un acte de ballet composto da Jean-Philippe Rameau su libretto di Louis de Cahusac. L'opera fu realizzata per celebrare la nascita del duca di Berry, nipote di Luigi XV, futuro Luigi XVI. Rappresentata a Fontainebleau il 12 ottobre 1754, non fu più ripresa in seguito.
Il libretto mette in scena l'annuncio ai pastori egiziani da parte di Giove in persona della venuta al mondo del dio Osiride, allegoria della nascita del neonato principe francese. Il sincretismo classico-egizio, apparentemente fantasioso, era comune nelle opere dell'età barocca, come ad esempio nella secentesca Isis di Quinault e Lully.
Inconsapevolmente e fatalmente l'opera di Cahusac e Rameau, nell'associare la figura dei Osiride a quella del neonato Luigi XVI, sembra quasi preannunciare il tragico destino del futuro re di Francia in quello altrettanto tragico del dio egizio.

## Arie notevoli
- Du printemps sur l'herbe fleurie (scena I).
- Non, non, une flamme volage (scena I), celebre aria presente anche nella tragédie lyrique di Rameau Zoroastre (seconda versione del 1756), sempre su libretto di Cahusac ma leggermente modificata nei versi.

## Discografia
- La Naissance d'Osiris, La Simphonie du Marais & Hugo Reyne (Musiques à la Chabotterie, 2006).

## Fonti
- Cuthbert Girdlestone, Jean-Philippe Rameau : His Life and Work, Dover paperback edition, 1969.
- Philippe Beaussant, Rameau de A à Z, Arthème Fayard/IMDA, 1983.

| Controllo di autorità | VIAF (EN) 294262917 · LCCN (EN) no2013087028 · GND (DE) 1048360644 · BNF (FR) cb16133941k (data) |